# علم التاريخ الحفري
علم التاريخ الحفري أو التافونومي هو العلم الذي يهتم بالمراحل التي تمر بها بقايا الكائن من موته إلى دفنه. أي أنه علم متخصص بماذا حصل للكائن الميت من زمن موته إلى حين اكتشافه. المصطلح الإنجليزي مأخوذ من اليونانية والتي تعني حرفياً «قانون الدفن». والباحث في علم التاريخ الحفري يقوم بدراسة ظواهر عدّة مثل التحلل والتصلد والحت الحيوي. مصطلح علم التاريخ الحفري أو تافونومي (من اليونانية táphos ، τάφος "دفن" nomos ، νόμος "القانون") قدم إلى علم الأحافير في عام 1940  وذلك على يد العالم السوفيتي إيفان إفريموف لوصف دراسة انتقال بقايا أو أجزاء أو منتجات الكائنات الحية من المحيط الحيوي إلى الغلاف الصخري.  

## الوصف
قسمت الظواهر التافونومية إلى مرحلتين: علم انطمار الاحياء، وهي الأحداث التي تحدث بين موت الكائن الحي ودفنه؛ و النشأة المابعدية، وهي الأحداث التي تحدث بعد الدفن.  منذ تعريف إيفريموف، توسع علم التاريخ الحفري (التافونوميا) ليشمل تحفر المواد العضوية وغير العضوية من خلال التأثيرات الثقافية والبيئية.
هذا المفهوم متعدد التخصصات، ويستخدم في سياقات مختلفة قليلاً في مجالات الدراسة المختلفة. تشمل المجالات التي تستخدم مفهوم علم التاريخ الحفري ما يلي:
- علم النبات الأثري
- علم الآثار
- علم الأحياء
- علم الأدلة الجنائية
- علم الآثار الجيولوجية (جيوآركيولوجيا)
- جيولوجيا
- علم البيئة القديمة
- علم الأحافير
- علم آثار الحيوان

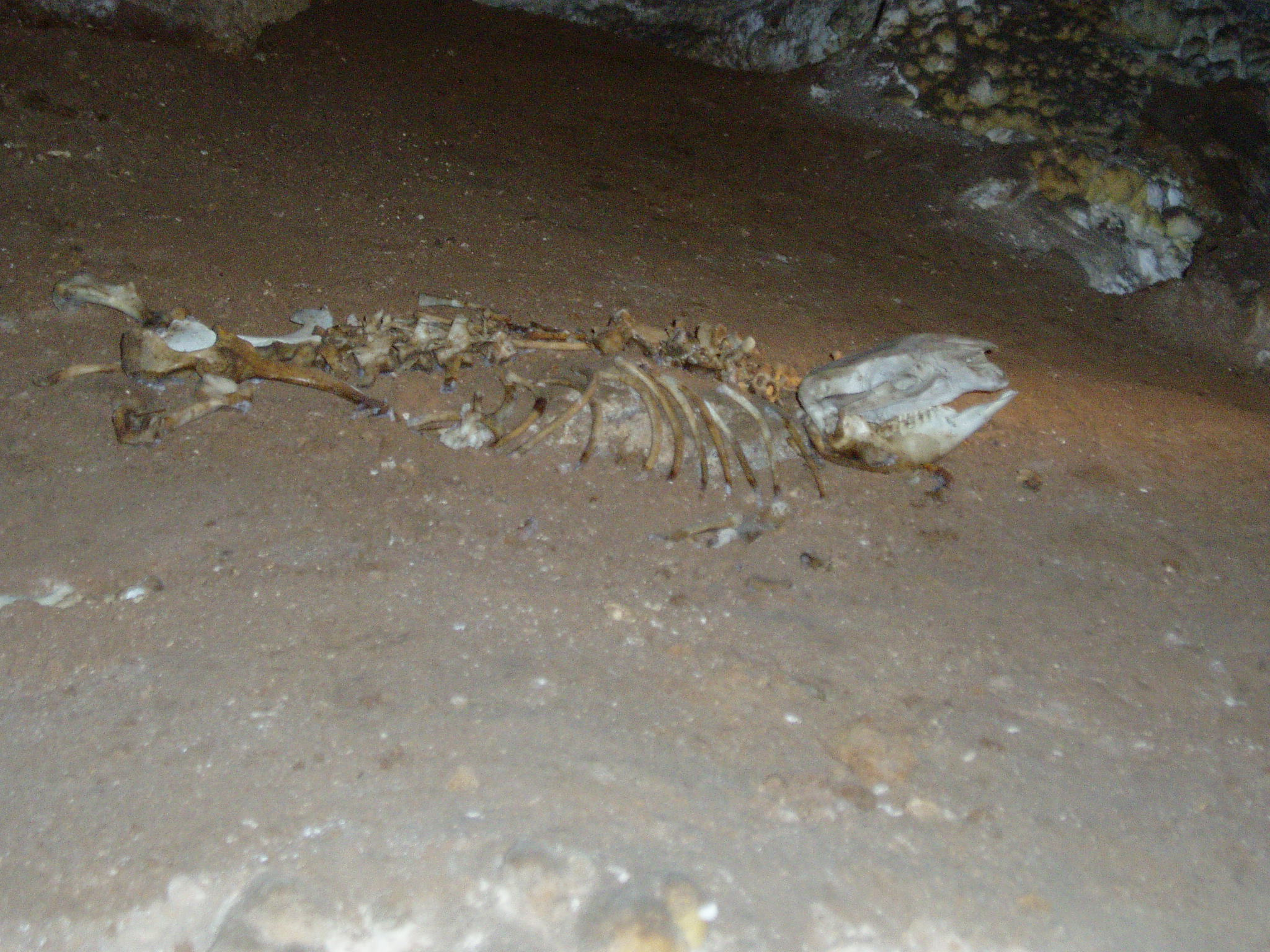
هيكل عظمي لحيوان وومبات متفكك في كهف إمبريال دياموند (كهوف جينولان)، ربما سقط الحيوان داخل الكهف عبر أحد الفتحات، أو دخل فيه بمحض اراتده لكنه لم يستطع الخروج، أو ربما جرفت جثته إلى داخل الكهف بعد موته.

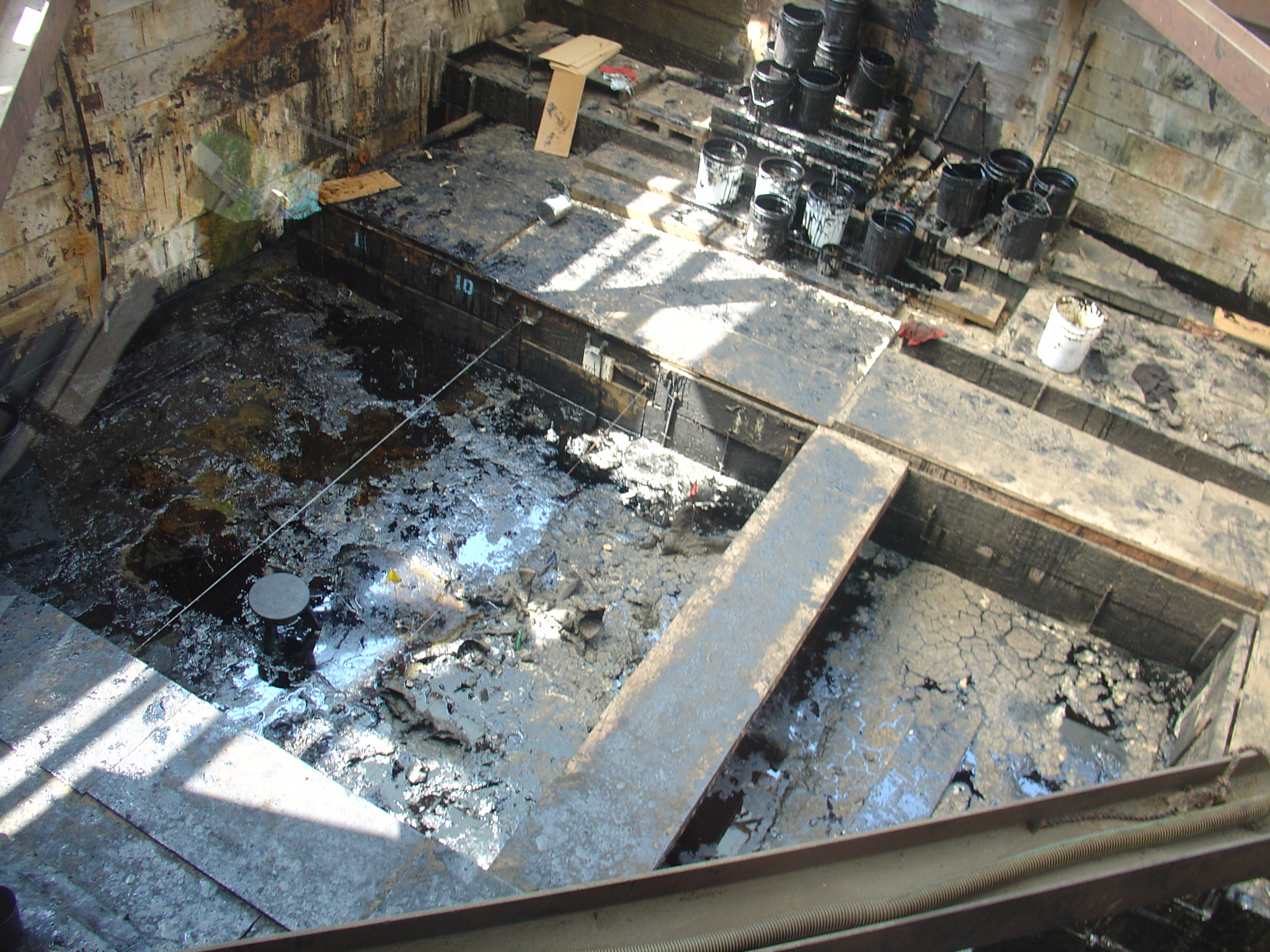
تمثل حفر قطران لابريا بيئة ترسيبية غير عادية لعصرها (العصر البليستوسيني) وموقعها (جنوب كاليفورنيا).

هناك خمس مراحل رئيسية في التافونوميا: التفكك، والتشتت، والتراكم، والتحجر، والتغيير الميكانيكي.  تحدث المرحلة الأولى، وهي التفكك، عندما يتحلل الكائن الحي ولم تعد العظام مرتبطة ببعضها البعض بواسطة لحم وأوتار الكائن الحي. وأما التشتت فهو تبعثر أجزاء من كائن حي بسبب عوامل طبيعية (مثل الفيضانات والحيوانات القمامة ونحوها). أما التراكم فيحدث عندما يكون هناك تراكم للمواد العضوية و/أو غير العضوية في مكان واحد (بسبب أنشطة الحيوانات القمامة أو الأنشطة البشرية). عندما تتخلل المياه الجوفية الغنية بالمعادن داخل المواد العضوية وتملأ المساحات الفارغة، فإن الأحفورة تتشكل حينها. المرحلة الأخيرة من التافونوميا، هي التغيير الميكانيكي، وهي العمليات التي تغير البقايا ماديًا (مثل تجميد الذوبان، والضغط ، والنقل ، والدفن).  ينبغي الإشارة إلى أن هذه "المراحل" ليست متتالية فحسب، بل تتفاعل مع بعضها البعض. على سبيل المثال، تحدث تغيرات كيميائية في كل مرحلة من مراحل العملية بسبب البكتيريا. تبدأ "التغييرات" بمجرد موت الكائن الحي: يتم إطلاق الإنزيمات التي تدمر المحتويات العضوية للأنسجة، والأنسجة المعدنية مثل العظام والمينا والعاج هي مزيج من المكونات العضوية والمعدنية. وعلاوة على ذلك، غالبًا ما تكون الكائنات الحية (نباتية أو حيوانية) ميتة لأنها "قُتلت" على يد حيوان مفترس. يغير الهضم من تكوين جسد الجثة، وكذلك تكوين العظام.  